# Where Could He Be?
A Where Could He Be? Aaliyah amerikai énekesnő egyik kiadatlan dala. A dal tartalmaz egy részletet Lisa Stansfield All Around the World című számából. Missy Elliott és Tweet is közreműködnek a dalban.
A dal még Aaliyah harmadik, Aaliyah című albumához készült 2001-ben, azonban nem került fel sem erre, sem az énekesnő válogatásalbumaira. 2005 elején kiszivárgott, a rádiók játszani kezdték, és esélyes volt, hogy felkerüljön a Billboard Hot R&B/Hip-Hop Songs slágerlistájára (a 20. helyig jutott a Bubbling Under R&B/Hip-Hop Singles listán), ekkor azonban kiderült, hogy nem jelent meg hivatalosan, és törölték a rádiók játszási listájáról.

## Helyezések
| Slágerlista (2005)                               | Legmagasabb helyezés |
| ------------------------------------------------ | -------------------- |
| USA Billboard Bubbling Under R&B/Hip-Hop Singles | 20                   |